# Jewish Museum of Florida
Le Jewish Museum of Florida se trouve dans deux bâtiments historiques qui ont été restaurés et qui sont d'anciennes synagogues. Il se situe au 301 & 311 Washington Avenue, à Miami Beach en Floride. Le bâtiment principal du musée, au 301 Washington Avenue, fut construit en 1936. Il est inscrit au Registre national des lieux historiques, et possède des caractéristiques Art déco, un dôme en cuivre, et 80 fenêtres avec des vitraux.

## Sources
- (en) Cet article est partiellement ou en totalité issu de l’article de Wikipédia en anglais intitulé « Jewish Museum of Florida » (voir la liste des auteurs).